# 국도 제184호선 (일본)

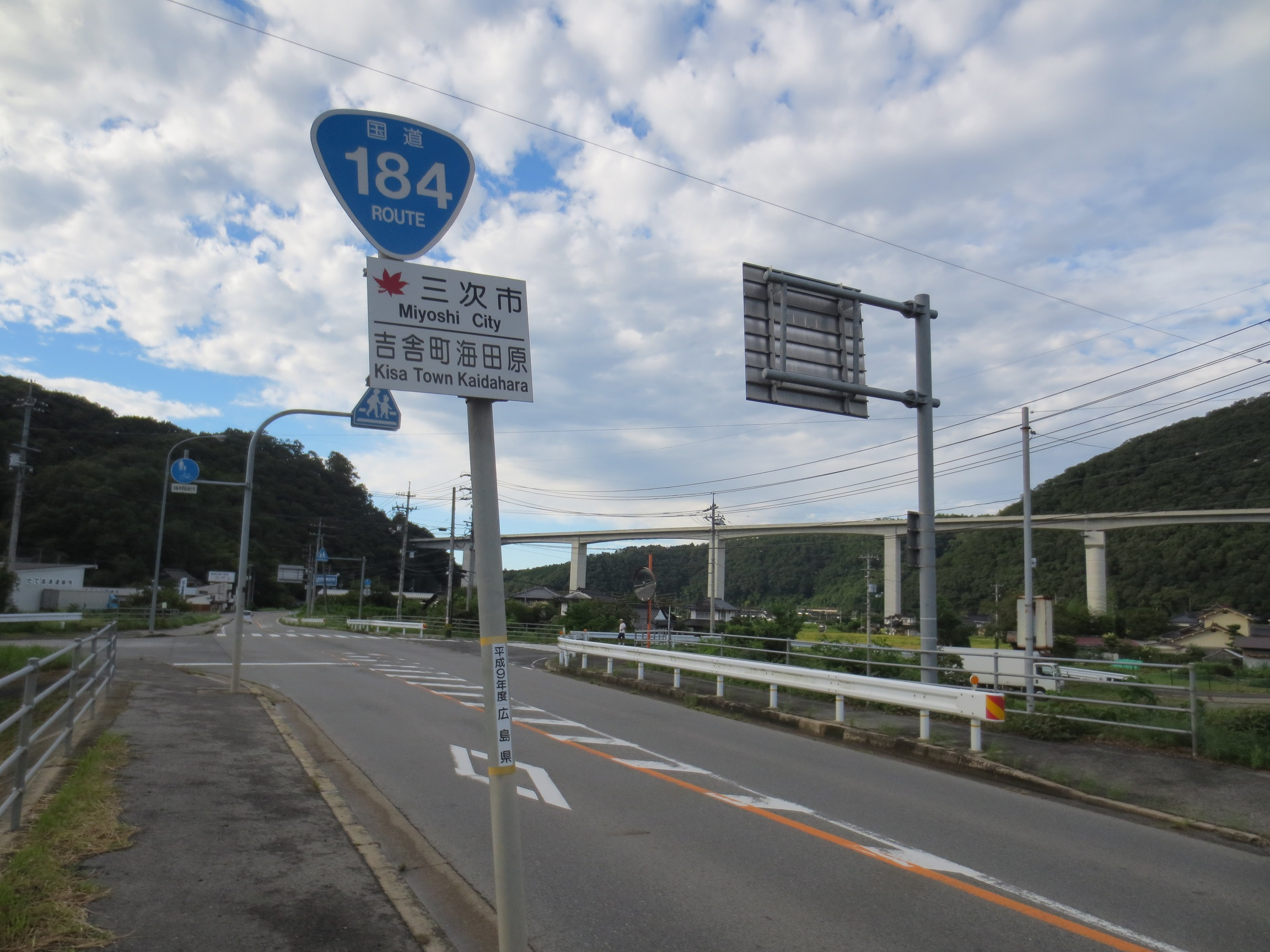
미요시시 기노초 가이다하라 부근 (2013년 9월). 안쪽에 보이는 고가교는 당시 연장 공사가 진행중인 오노미치 자동차도이다.

국도 제184호선(일본어: 国道184号)은 시마네현 이즈모시와 히로시마현 미요시시를 이르는 일본의 일반 국도이다.

## 개요

### 노선 정보
일반 국도의 노선을 지정하고 있는 정령에 의거한 기종점 및 경유지는 다음과 같다.
- 기점 : 이즈모시 (간다치 교차로 = 국도 제9호선과의 교점)
- 종점 : 오노미치시 (기오바시히가시 교차로 = 국도 제2호선과의 교점)
- 중요한 경과지 : 시마네현 이시군 아가키정[A], 미요시시, 히로시마현 세라군 세라정[B], 동군 고잔정[C], 동현 미쓰기군(일본어판)미쓰기정[D]
- 총 연장 : 136.8 km[E]
- 중용 연장 : 4.2 km[F]
- 실제 연장 : 132.6 km[G]
- 현도 : 128.6 km[H]
- 구도 : 4.0 km[I]
- 신도 : 없음
- 지정 구간 : 국도 54호선과 겹치는 구간 (시마네현 이시군 이난정 노가야 - 히로시마현 미요시시 아와야마치 교차로)

## 역사
- 1953년 (쇼와 28년) 5월 18일 : 2급 국도 184호 마쓰에 오노미치 선(마쓰에시 ~ 오노미치시)으로 지정 시행
- 1965년 (쇼와 40년) 4월 1일 : 1·2급의 구분을 없애고 일반 국도 184호선으로 전환
- 1993년 (헤이세이 5년) 4월 1일 : 기점을 더 연신하여 일반 국도 184호선이 이즈모시 - 오노미치시 사이의 구간으로 변경

## 노선 개황

### 바이패스
- 시쓰미 바이패스

### 통칭
- 병주하는 구 가도 : 미요시시 - 오노미치시
- 운슈 가도
- 이와미긴잔 가도(일본어판)

### 중복 구간
- 국도 제54호선 : 시마네현 이시군 이난정 노가야 - 히로시마현 미요시시 아와야마치 교차로
- 국도 제375호선(일본어판) : 히로시마현 미요시시 (미요시마치 히야마바시히가시 교차로 - 오제키오하시키타 교차로)
- 국도 제183호선 : 히로시마현 미요시시 (아와야마치 아와야 교차로 - 미나미하타지키마치 쇼바라 와카레 교차로)
- 국도 제375호선 : 히로시마현 미요시시 (도카이치미나미 1초메 미요시 역앞 교차로 - 도카이치히가시 4초메 간바라 교차로)

### 미치노에키
※ 미치노에키는 54번 국도와의 중복 구간에 모두 위치하고 있다.
- 시마네현 : 아카키고엔(일본어판)
- 히로시마현 : 유메랜드후노(일본어판)

## 지리

### 통과하는 지자체
- 시마네현
  - 이즈모시 - 이시군 이난정 - 오치군 미사토정 - 이시군 이난정
- 히로시마현
  - 미요시시 - 세라군 세라정 - 오노미치시

### 통과하는 도로
고속도로
- 오노미치 자동차도(일본어판, 중국어판)
- 산요 자동차도

일반 국도
- 국도 제2호선
- 국도 제9호선
- 국도 제54호선
- 국도 제183호선
- 국도 제375호선 (일본)(일본어판)
- 국도 제432호선 (일본)(일본어판)
- 국도 제486호선 (일본)(일본어판)

### 연선 시설
- 이치바타 전철 다치구에 선(일본어판)
- 기지마 댐(일본어판, 세부아노어판)
- 오노미치 철도(일본어판) 폐선 부지

## 참고 문헌
- 昭文社 (1992), マップル 全日本道路地図 (1992年5月第10版 ed.), 쇼분샤(일본어판, 중국어판), ISBN 4-398-30030-9